# Сінін
Сіні́н (кит. трад. 西寧, спр. 西宁, піньїнь Xīníng) — місто в Китаї, столиця провінції Цінхай. Населення — 1,76 млн. . Площа міста — 7472 км².

## Географічне положення
Місто розташоване на східній околиці Цинхайсько-Тибетського плато, на березі річки Хуаншуй (湟水) — притоки Хуанхе. Середня висота над рівнем моря — 2260 м. Сінін оточений горами, тому тут нема сильних морозів і надмірної спеки.

### Клімат
Місто знаходиться у зоні, котра характеризується вологим континентальним кліматом з теплим літом. Найтепліший місяць — липень із середньою температурою 17.8 °C (64 °F). Найхолодніший місяць — січень, із середньою температурою -6.1 °С (21 °F).
| Клімат Сініна           | Клімат Сініна | Клімат Сініна | Клімат Сініна | Клімат Сініна | Клімат Сініна | Клімат Сініна | Клімат Сініна | Клімат Сініна | Клімат Сініна | Клімат Сініна | Клімат Сініна | Клімат Сініна | Клімат Сініна |
| Показник                | Січ.          | Лют.          | Бер.          | Квіт.         | Трав.         | Черв.         | Лип.          | Серп.         | Вер.          | Жовт.         | Лист.         | Груд.         | Рік           |
| Абсолютний максимум, °C | 12            | 16            | 22            | 27            | 27            | 31            | 32            | 31            | 31            | 25            | 17            | 12            | 32            |
| Середній максимум, °C   | 0             | 3             | 7             | 14            | 18            | 21            | 22            | 22            | 17            | 13            | 6             | 1             | 12            |
| Середня температура, °C | −6            | −2            | 2             | 8             | 12            | 16            | 17            | 17            | 13            | 7             | 1             | −4            | 7             |
| Середній мінімум, °C    | −12           | −9            | −3            | 2             | 7             | 10            | 12            | 11            | 8             | 2             | −5            | −11           | 1             |
| Абсолютний мінімум, °C  | −21           | −21           | −15           | −7            | −2            | −5            | 6             | 6             | 1             | −11           | −16           | −25           | −25           |
| Норма опадів, мм        | 0             | 0             | 0             | 20            | 40            | 50            | 70            | 80            | 50            | 20            | 0             | 0             | 360           |
| ----------------------- | ------------- | ------------- | ------------- | ------------- | ------------- | ------------- | ------------- | ------------- | ------------- | ------------- | ------------- | ------------- | ------------- |
| Джерело: Weatherbase    |               |               |               |               |               |               |               |               |               |               |               |               |               |

## Адміністративний поділ
Міський округ поділяється на 5 районів та 2 повіти (один з них є автономним):
| Карта                                                                        | Карта         | Карта              | Карта            |
| ---------------------------------------------------------------------------- | ------------- | ------------------ | ---------------- |
| Датун-Хуей-Ту Хуан'юань Хуанчжун ① ② ③ ④ ① Ченбей ② Ченсі ③ Ченчжун ④ Чендун |               |                    |                  |
| Статус                                                                       | Назва         | Оригінал           | Населення (2020) |
| Район                                                                        | Ченбей        | 城北区             | 417 701          |
| Район                                                                        | Чендун        | 城东区             | 489 372          |
| Район                                                                        | Ченсі         | 城西区             | 326 866          |
| Район                                                                        | Ченчжун       | 城中区             | 325 813          |
| Район                                                                        | Хуанчжун      | 湟中区             | 395 043          |
| Повіт                                                                        | Хуан'юань     | 湟源县             | 109 802          |
| Автономний повіт                                                             | Датун-Хуей-Ту | 大通回族土族自治县 | 403 368          |

## Економіка
Переробка продуктів тваринництва, металургія, машинобудування, хімічна промисловість. На північній захід від Сініна розташований Датунський кам'яновугільний басейн.

## Освіта
- Цінхайський університет (Qinghai University) (青海大学)
- Цінхайський педагогічний університет (Qinghai Normal University) (青海师范大学)
- Цінхайський медичний коледж(Qinghai Medical College) (青海医学院)
- Цінхайський університет для національностей (Qinghai University for Nationalities) (青海民族学院)

## Населення
Ханьці, монголи, тибетці, хуейцзу, монгори (ту) та інші національності.

## Визначні місця

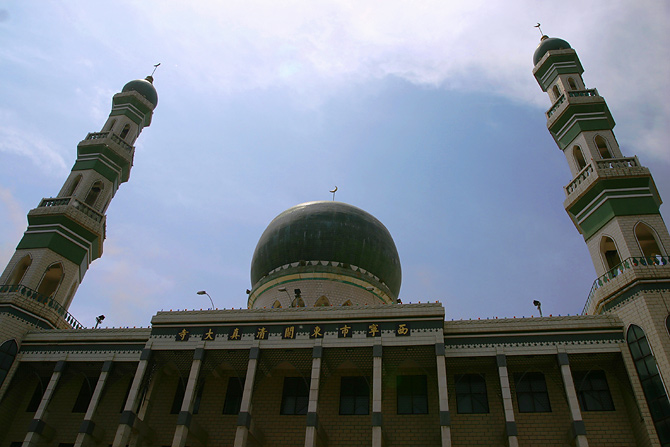
Велика мечеть Дунгуань

- Велика мечеть Дунгуань — найбільша мечеть у місті і одна з найбільших у Китаї.
- Храм Тар (Ta'er) — Кумбум, центр буддистської діяльності Північно-Західного регіону. Знаходиться за 25 км на північний захід від Сініну, займає площу 660 000 м², в період свого розквіту налічував понад 800 залів. У архітектурі храму поєднуються традиційний китайський та тибетський архітектурні стилі. Заснований у 1577 році на місці народження Чже Цонкапа, засновника школи Гелуг в Тибетському буддизмі
- Озеро Цінхай — найбільше солоне озеро в Китаї
- Також відомий Сінінський зоопарк

## Транспорт

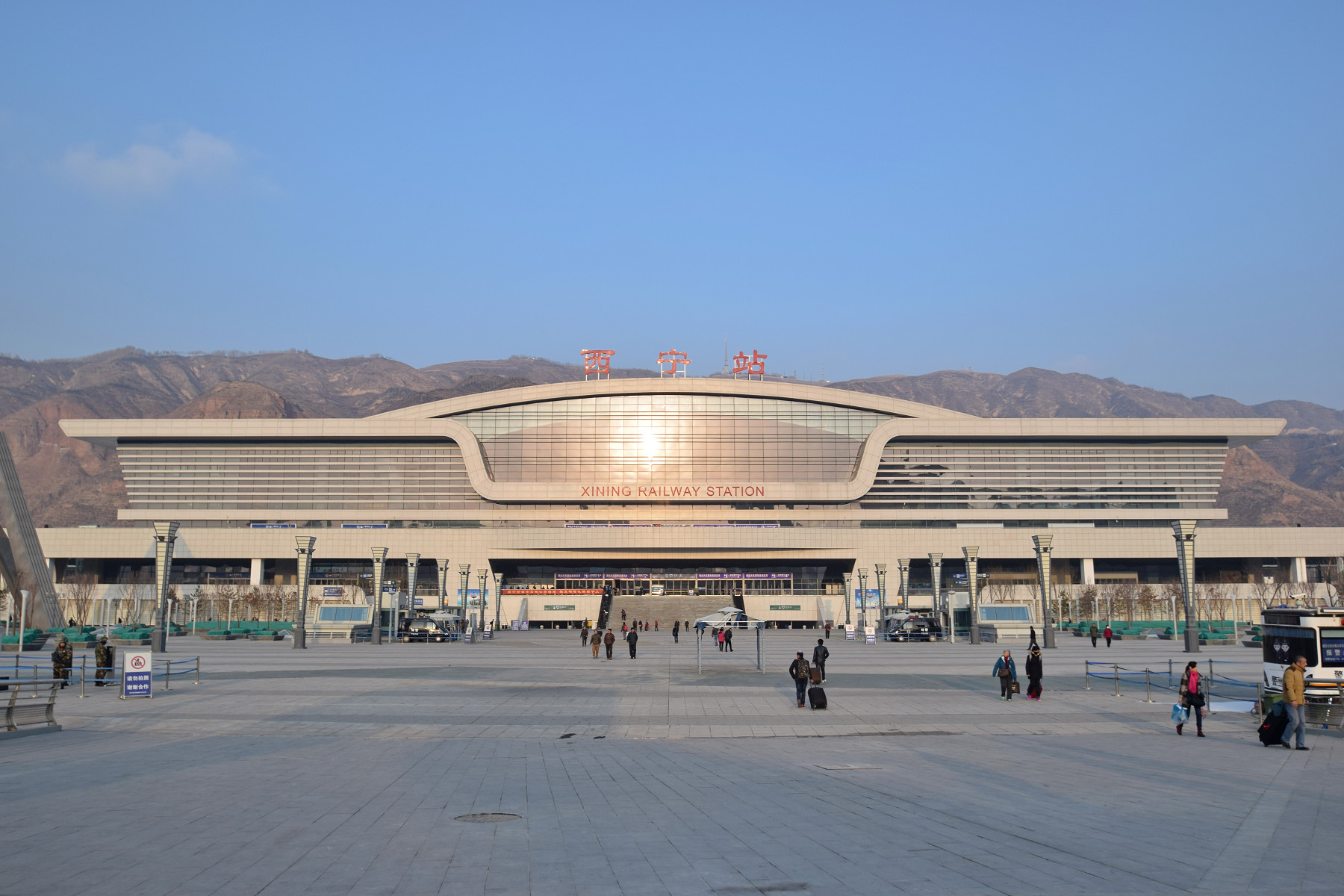
Залізнична станція

- Цінхай-Тибетська залізниця
- Годао 214
- Годао 315

## Міста-побратими Сініна
- Іжевськ,  Росія — з 13 травня 2002 року